# Magyar Pedagógiai Társaság
A Magyar Pedagógiai Társaság (1967. április 21-22-én alakult meg, jogelődje a Magyar Paedagogiai Társaság) A pedagógia művelőinek önkéntes egyesülése. Folyóirata az Országos Közoktatási Intézettel közösen kiadott Új Pedagógiai Szemle (1991–), előtte Pedagógiai Szemle (1973–1990)

## Magyar Paedagogiai Társaság (1891–1950)
A magyar pedagógusok önkéntes egyesülete kidolgozott alapszabályait 1891. szeptember 7-én terjesztette fel láttamoztatásra a belügyminisztériumhoz, 1891. október 24-én a belügyminisztérium a társaság alapszabályait jóváhagyólag tudomásul vette. – A Társaság alakulóülését 1892. január 5-én tartották. Első elnök Klamarik János, titkár Suppán Vilmos lett. Megválasztották a Társaság első száz rendes tagját, köztük: Alexander Bernát, Beöthy Zsolt, Csengeri János, De Gerando Antonina, Fináczy Ernő, Geőcze Sarolta, Gyertyánffy István, Heinrich Gusztáv, Hóman Ottó, Kármán Mór, Kiss Áron, Lubrich Ágost, Medveczky Frigyes, Nagy László, Pauer Imre, Péterfy Sándor, Riedl Frigyes, Szarvas Gábor, Ponori Thewrewk Emil, Volf György, Zsengeri Samu.
A társaság célja: ”A paedagogianak és segédtudományainak magyar nyelven művelése, a hazai közoktatásügy egész körében felmerülő elvi kérdéseknek tudományos jellegű tárgyalása, a paedagogia múltjának kutatása, a paedagogiai elvek népszerűsítése és terjesztése...

A társaság:

a) felolvasásokat és vitatkozásokat rendez a nevelés és közoktatás körében merített paedagogiai kérdésekről;
b) szakszerű folyóiratot ad ki;
c)...paedagogiai szakkönyvtárat létesít, paedagogiai művek kiadásáról gondoskodik, ilyenekre pályázatot hirdet...
A társaság tagjai négyfélék

a) tiszteletiek,
b) rendesek,
c.) külsők,
d.) alapítók.
...A rendes tagok a hazai közoktatásügy s különösen a magyar paedagogiai irodalom kiválóbb munkásai közül mindenkor élethossziglan választatnak...

...A rendes tagok száma nem lehet száznál nagyobb.

...A rendes tagok kötelesek megválasztásuktól számított három év leforgása alatt székfoglaló felolvasást tartani, a minek megtörténte után jogaik élvezetbe lépnek.”
A társaság ülései:
A. Elnökségi ülések
B. Felolvasó és zárt ülések
C. Nagy-nagyűlések
A társaság folyóirata: Magyar Paedagogia (1892–1947)
A társaság tisztikara és választmánya 1949. április 2-án lemondott, és háromtagú ügyvivői testületre (Vajda György Mihály, Faragó László, ifj. Zibolen Endre) bízták a társaság további működtetését, a tárgyalások megkezdését Mérei Ferenccel. 1950-ben a politikai vezetés – belügyminisztériumi rendelettel – megszüntette a társaság szervezeti tevékenységét.

### A Magyar Paedagogiai Társaság elnökei (1891–1949)
- Klamarik János (1891-)
- Heinrich Gusztáv (1892-)
- Fináczy Ernő (1904-)
- Kornis Gyula (1926-)
- Pintér Jenő (1938-)
- Prohászka Lajos (1939-1949)

## Magyar Pedagógiai Társaság (1967–)
Majdnem 17 éves kényszerszünet után alakult újra Magyarországon, 1967-ben a Magyar Pedagógiai Társaság. A újonnan alakult társaság felett felügyeletet a Pedagógusok Szakszervezetének elnöksége gyakorolt. A működési Szabályzatban foglaltak szerint folytatták tevékenységüket.
Az újonnan alakult társaság célja az, hogy “a szocialista nevelés ügyét, a neveléstudomány fejlődését társadalmi úton előrevigye, a tudomány fejlődésének eredményeit közkinccsé tegye, növelje az iskola és a társadalomnevelő tevékenységének tudatosságát, hatékonyságát.”
A rendszerváltoztatáskor újrafogalmazták a célt, mely szerint “a Magyar Pedagógiai Társaság a pedagógiai elmélet és gyakorlat művelőinek, az oktatásügy szakembereinek szakmai-tudományos egyesülése azzal a céllal, hogy társadalmi úton, aktívan szolgálja a nevelés elméletének és gyakorlatának fejlesztését, a hazai nevelés progresszív hagyományainak , maradandó értékeinek őrzését és ápolását, a pedagógia új eredményeinek közkinccsé tételét, a nevelés kiemelkedő szerepének társadalmi elismerését.”
A társaság tagjai szakterületeiknek megfelelően szakosztályokban, munkabizottságokban és területi tagozatokban fejtik ki tevékenységüket.
A társaság honlapján (www.pedagogiai-tarsasag.hu) a Krónika oszlopban fellelhetők a korábbi évek tisztségviselői, illetve csaknem 200 jeles személyiség annotált életrajza, az MPT Ki Kicsoda? rovaton.

### A társaság folyóiratai
- Pedagógiai Szemle
- Új Pedagógiai Szemle
- A Kisgyermek (társlapgazdákkal)

### A Magyar Pedagógiai Társaság elnökei (1967–)
- Jausz Béla (1967–1974)
- Kiss Árpád ügyv. elnök (1974–1976), elnök (1976–1979)
- Benkő Loránd, Zibolen Endre, Horváth Márton ügyv. elnökök (1979–1981)
- Jóború Magda (1981–1982)
- Elnökségi tagok váltakozva (1982–1984)
- Szarka József (1984–1990)
- Benkő Loránd (1990–1991)
- Köpeczi Béla (1991–1995)
- Ádám György (1994-)
- Trencsényi László ügyv. elnök (2005-)
- Benedek András (2009-)
- Trencsényi László (2018-)

## MPT ismertebb tagjai
- Ágoston György
- Baranyai Erzsébet
- Baránszky-Jób László
- Falus Iván
- Faragó László
- Groó Vilmos
- Gyomlay Gyula
- Gyulai Ágost
- Hajdú János
- Heksch Ágnes
- Imre Sándor
- Kalmár László
- Karácsony Sándor
- Kármán Mór
- Kemény Ferenc
- Kiss Árpád
- Kovács Máté
- Köte Sándor
- Kratofil Dezső
- Lénárd Ferenc
- Marcell Mihály
- Máté Károly
- Mészáros István
- Négyesy László
- Pukánszky Béla
- Rácz József
- Ravasz János
- Schneller István
- Eduard Spranger tiszteletbeli tag
- Suppán Vilmos
- Tettamanti Béla
- Vajda György Mihály
- Vajtó László
- Vértes O. József
- Weszely Ödön
- Zentai Károly
- id. Zibolen Endre
- ifj. Zibolen Endre
- Zsengeri Samu